# Frankrikes Grand Prix 2007
Frankrikes Grand Prix 2007 var det åttonde av 17 lopp ingående i formel 1-VM 2007.

## Rapport
Startordningen i täten var Felipe Massa, Lewis Hamilton, Kimi Räikkönen och Robert Kubica, som var tillbaka efter kraschen i Kanada. Bakom dessa stod Giancarlo Fisichella och Heikki Kovalainen. Fernando Alonso som hade växellådsproblem under den tredje kvalificeringsomgången fick starta från den tionde startrutan.
Ferrari skulle visa sig överlägset McLaren i detta lopp. Massa dominerade loppet men Räikkönen kom starkt mot slutet och vann efter en taktisk körning. Hamilton slutade trea och tog därmed sin åttonde raka pallplats. Kubica gjorde en imponerande comeback och slutade fyra.

## Resultat
1. Kimi Räikkönen, Ferrari, 10 poäng
2. Felipe Massa, Ferrari, 8
3. Lewis Hamilton, McLaren-Mercedes, 6
4. Robert Kubica, BMW, 5
5. Nick Heidfeld, BMW, 4
6. Giancarlo Fisichella, Renault, 3
7. Fernando Alonso, McLaren-Mercedes, 2
8. Jenson Button, Honda, 1
9. Nico Rosberg, Williams-Toyota
10. Ralf Schumacher, Toyota
11. Rubens Barrichello, Honda
12. Mark Webber, Red Bull-Renault
13. David Coulthard, Red Bull-Renault
14. Alexander Wurz, Williams-Toyota
15. Heikki Kovalainen, Renault
16. Takuma Sato, Super Aguri-Honda
17. Adrian Sutil, Spyker-Ferrari

### Förare som bröt loppet
- Scott Speed, Toro Rosso-Ferrari (varv 55, tekniskt)
- Christijan Albers, Spyker-Ferrari (28, olycka)
- Anthony Davidson, Super Aguri-Honda (1, olycka)
- Jarno Trulli, Toyota (1, olycka)
- Vitantonio Liuzzi, Toro Rosso-Ferrari (0, olycka)